# Living in C major
Tor+ Saksit udgav sit andet album Living in C Major i februar 2007. På albummet kunne man bl.a. finde super hittet Rak ter (Elsker dig).

## Album tracks
1. รักเธอ (Elesker dig)
2. อะไรก็ได้ (Lige meget – som i anything)
3. ถึงเธอคนนั้น (Personen hun er)
4. ปิดๆ เปิดๆ (åben alle)
5. เฉียด (Gå)
6. ไม่มีวันอยู่แล้ว (nr. dato eksistere)
7. ได้ไหม? (vær sød?)
8. ฉันจะไม่ลืม (jeg vil ikke glemme)
9. Friends Interlude
10. นานานา feat.B5 (forskellige)
11. แรงใจ (ved holdenhed)
12. First Love (første kærlighed)